# Wilmore, Kentucky
Wilmore är en ort i Jessamine County i Kentucky. Vid 2010 års folkräkning hade  Wilmore 3 686 invånare.